# Killara, New South Wales
Killara este o suburbie în Sydney, Australia.